# Assassinato de Latasha Harlins
Latasha Harlins (East St. Louis, 14 de julho de 1975 – Los Angeles, 16 de março de 1991) foi uma afro-americana  que foi fatalmente assassinada a tiros aos 15 anos de idade, por Soon Ja Du, uma mulher coreana de 51 anos de idade, dona de uma loja de conveniência. Du foi julgada e condenada por homicídio voluntário pela morte de Harlins e condenada a cinco anos de liberdade condicional, 400 horas de serviço comunitário, restituição de US$ 500 e despesas do funeral.
Considera-se que a morte de Latasha Harlins, gravada em imagens de segurança, mais tarde contribuiu para os Distúrbios de Los Angeles em 1992, especialmente aos ataques ao bairro de Koreatown em Los Angeles, onde a maioria dos moradores eram coreanos. A morte de Harlins ocorreu 13 dias após o espancamento de Rodney King em vídeo.